# La Comercial
La Comercial és un barri de Montevideo, la capital de l'Uruguai.
Limita amb el carrer La Paz (sud), el Bulevar Artigas (est), el carrer Juan José de Amézaga (nord) i el carrer Justicia (oest). La Comercial es troba envoltada pels següents barris: Cordón (al sud), La Blanqueada (a l'est), Jacinto Vera (al nord) i Villa Muñoz (a l'oest).
És un barri amb la majoria de les cases d'una planta, i amb molts anys de construïdes.

## Mapa

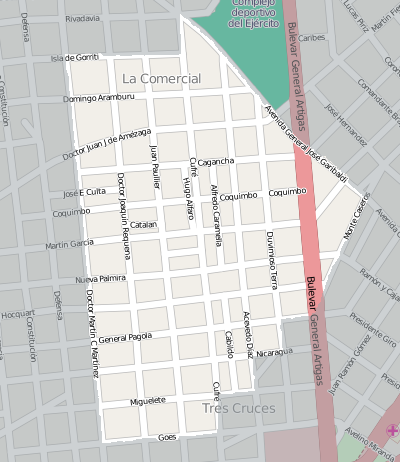
Mapa del barri amb els carrers principals.

## Fills il·lustres
- Pedro Petrone.